# ブリッジ (サイエントロジー)
ブリッジは、サイエントロジー教会に於ける、哲学体系をチャートに表したもの。
精神的向上、及び人間の能力の回復、向上を意図したサイエントロジー教会が提供するオーディティングと呼ばれるカウンセリングの内容、及びカウンセラー・トレーニングの技術的レベルを段階的に表示したもので、教会内部で『ブリッジ』（橋）と呼ばれているもの。米国などでは、こうしたサイエントロジーのような精神に関する技術を、スピリチュアル テクノロジー（spiritual technology）と呼ぶ。

## ブリッジとサイエントロジー哲学
サイエントロジー教会（英語: Scientology）とは、1954年、アメリカを代表する作家、冒険家であるL・ロン・ハバードによって創設された新興宗教である。アメリカ合衆国フロリダ州に本拠地を置いている。
サイエントロジー教会は、一般的な宗教と異なり、神仏や教祖といった信仰対象は存在しない。よって、その内容はキリスト教を中心とする神学とは異なり、サイエントロジーの内容は、実践的宗教哲学と分類される。
サイエントロジー（Scientolgy）という名称は、サイエンス（science）の語源である、【知る】を意味するラテン語のscioと、ロジック（logic）、ロジカル（logical）等の語源、【理性、論理、宇宙の法】を意味するギリシャ語のlogosとに由来する。
サイエントロジー教会が行う教育の内容は、広範に及ぶ人生を主題とした理論や本質的な仕組みを知り、またトレーニングや実践的な体験を通して個人の能力、倫理観を高めていくことを目的としている。
それらは、子供から学べる基本的なコースから、非常に高度な理論と技術的トレーニングに及んでいる。彼らは、その理論と技術体系を総括して『ブリッジ』と呼ぶが、それらのコーストレーニングや宗教カウンセリングは、個人の観察と経験を通して誰もが本質的『理解』に到達できるように構成されており、得た知識と能力を適用し、より豊かな人生を創造することを提唱している。

## 経緯と略歴
サイエントロー学の母体となった、ダイアネティックス協会は、1950年に、L・ロン・ハバードが出版した同名図書『ダイアネティックス－心の健康に関する現代科学』がアメリカ『ニューヨーク・タイムズ紙』による26週間にも続くベストセラーに選出されるなど、全米に巻き起こったダイアネティックス・カウンセリング ブームによって、ダイアネティックス実践グループが全米に広がっていったことに遡る。ハバードは、その技術者の育成と普及を目的として『ハバード・ダイアネティックス協会』を設立した。
『ダイアネティックス』の臨床データが集積されるにつれ、ハーバードの研究命題は、人間の『心』から『精神』へと展開すると、1954年には、その広範に渡る理論と技術が体系化された。
その膨大な情報を体系的にまとめた内容を示すブリッジには、下部に土台となるベーシック（基礎）が描かれており、その上部左には、実践トレーニング（クラス）、右側にはカウンセリング（グレード）が左右対を為し、段階的に描かれている。これはつまり下から上に上っていくルートが明示されていることになる。
人は、この段階を踏むことで、限りなく本来の自己能力、個性を回復向上させていくことが可能であるという。

## ブリッジとサイエントロジーによる社会活動
サイエントロジー学の基礎内容には、身体の機能と精神性との関連にまで及んでおり、人間の精神の機能を阻害する一つの要因としては、体内に蓄積した環境ホルモン、アルコール、あらゆるドラッグや放射線などの影響があるとしている。その為、ブリッジの基礎段階に於いて、生徒はピュアリフィケーションという解毒プログラムを受けることが推奨される。こうしたサイエントロジーの技術及び理論は、サイエントロジーが行う様々な社会活動に応用されている。実際、サイエントロジーは、世界規模の『ボランティア団体』に発展しており緊急災害時には、アジアを含む世界各地の被災地での救援活動を行っている。
その一例として、アメリカ同時多発テロが起きた際には、ニューヨーク市警、及び消防局らと共に公式に認可されたボランティア団体として救護活動にあたった。更には、貿易センタービル倒壊後、有害物質を含んだ粉塵を多量に吸い込んだ為に、健康を害したレスキュー隊員らに、サイエントロジーが提供しているピュアリフィケーション・プログラム（ビタミンを用いた解毒プログラム）が施術された。その他、アメリカを中心に、薬物リハビリステーションセンター等でも実施されている。ブリッジに示されるダイアネティックス・カウンセリングやコミュニケーション・コース、その他の倫理教育などは海外の刑務所等に収監されている人々の精神的安定及び倫理意識の回復を図る教育として利用されるなど、幅広い分野で社会提供されている。